# Олександр Мацієвський (хокеїст)
Олександр Мацієвський (латис. Aleksandrs Macijevskis, народився 16 червня 1975 у м. Ризі, Латвія) — латвійський хокеїст, правий нападник. Виступає за ХК «Бйорклевен» у Дивізіоні 1.
Вихованець хокейної школи «Латвіяс Бергз» (Рига). Виступав за «Пардаугава» (Рига), «Хокейний центр» (Рига), «Ессаміка Юніорс» (Рига), «Хермес» (Коккола), «Сайпа» (Лаппеенранта), «Ольборг Пайретс», «Оденсе Бульдогс», «Рига-2000», «Сондерюске» (Войєнс), «Металург» (Жлобин).
У складі національної збірної Латвії провів 154 матчі (31 голів, 34 передачі), учасник зимових Олімпійських ігор 2002, чемпіонатів світу 1996 (група B), 1997, 2001, 2002, 2003, 2004, 2005, 2007 і 2008. У складі молодіжної збірної Латвії учасник чемпіонатів світу 1994 (група C) і 1995 (група C). У складі юніорської збірної Латвії учасник чемпіонату Європи 1993 (група C). 
Чемпіон Данії (2009, 2010), срібний призер (2002, 2003), бронзовий призер (2004); володар Кубка Данії (2003, 2006, 2010); срібний призер чемпіонату Латвії (1994), бронзовий призер (1993); срібний призер чемпіонату СЄХЛ (1996); фіналіст Кубка Білорусі (2010).